# عبد الله بن يوسف الشبل
عبد الله بن يوسف بن عبد العزيز الشبل هو دكتور سعودي ومدير جامعة الإمام محمد بن سعود الإسلامية منذ 3 ربيع الأول سنة 1416 هـ حتى 2 ربيع الأول سنة 1420 هـ سابقاً وعضو هيئة التدريس بالجامعة في تخصص التاريخ الحديث.

## المؤهلات الدراسية التخصصية
- دكتوراه الفلسفة في الآداب من جامعة الإسكندرية 1400هـ/1980م[3]
- التخصص العام: التاريخ.
- التخصص الدقيق: التاريخ الحديث والمعاصر
- الرتبة العلمية: أستاذ منذ عام 1409هـ

## المناصب الإدارية
- مدير جامعة الإمام محمد بن سعود الإسلامية - سابقاً
- نائب رئيس مجلس إدارة اتحاد المؤرخين العرب - سابقاً
- عضو مجلس أمناء جامعة الإمام محمد بن سعود الإسلامية
- عضو مجلس إدارة دارة الملك عبد العزيز

## الكتب والبحوث
له ستة كتب مابين تأليف وتحقيق من أبرزها تحقيق تاريخ الفاخري (بمساعدة الشيخ عبد الله الفاخري)، المبني على مخطوطات المؤرخ محمد بن عمر الفاخري والتي اكتسبت أهميتها بسبب:
- أن المعلومات التي تضمنتها المخطوطة تغطي فترة طويلة من تاريخ نجد والدولة السعودية، تمتد من العام 850 هـ وحتى العام 1288 هـ.

- أن الأخبار التي كتبها الفاخري عن الفترة الواقعة من نهاية تاريخ المنقور (1123 هـ) إلى بداية تاريخ الدولة السعودية الأولى (1157 هـ) لم تكن تعرف لولا تاريخ الفاخري.

كما قام بـ:
- تحقيق تاريخ ابن ربيعة للمؤرخ محمد بن ربيعة.
- تحقيق تاريخ ابن عباد للمؤرخ محمد بن حمد بن عباد.

- سبعة بحوث منشورة في أوعية مختلفة.
- الإشراف ومناقشة عدد من رسائل الماجستير والدكتوراه، والمشاركة في عدد من المؤتمرات العلمية التي تزيد على عشرين موتمراً وندوة داخل المملكة وخارجها.

## الجوائز والتكريم
- الجائزة التقديرية للرواد في تاريخ الجزيرة العربية.[4]